# Kajakarstwo na Letnich Igrzyskach Olimpijskich 1964 – K-1 500 m kobiet
Zawody w kajakarstwie klasycznym (K1) na dystansie 500 m kobiet na Letnich Igrzyskach Olimpijskich 1964 zostały rozegrane w dniach 20 października (eliminacje), 21 października (repasaże) i 22 października (finał). W zawodach wzięło udział 13 zawodniczek z 13 państw.

## Rezultaty
| Legenda | Legenda            | Legenda | Legenda  | Legenda | Legenda         | Legenda | Legenda                      | Legenda | Legenda         |
| ------- | ------------------ | ------- | -------- | ------- | --------------- | ------- | ---------------------------- | ------- | --------------- |
| QS      | Awans do półfinału | R       | Repasaże | QF      | Awans do finału | DNS     | Zawodniczka nie wystartowała | DSQ     | Dyskwalifikacja |

### Eliminacje[1]
| Poz. | Zawodniczka      | Reprezentacja   | Czas    | Uwagi |
| ---- | ---------------- | --------------- | ------- | ----- |
| 1    | Hilde Lauer      | Rumunia         | 2:10.91 | QF    |
| 2    | Elke Felten      | Niemcy          | 2:11.94 | QF    |
| 3    | Hanneliese Spitz | Austria         | 2:12.14 | QF    |
| 4    | Zdenka Hradilová | Czechosłowacja  | 2:13.56 | R     |
| 5    | Mária Róka       | Węgry           | 2:13.74 | R     |
| 6    | Marianne Tucker  | Wielka Brytania | 2:14.37 | R     |
| 7    | Margaret Buck    | Australia       | 2:31.19 | R     |

| Poz. | Zawodniczka          | Reprezentacja     | Czas    | Uwagi |
| ---- | -------------------- | ----------------- | ------- | ----- |
| 1    | Ludmiła Chwiedosiuk  | ZSRR              | 2:10.38 | QF    |
| 2    | Marcia Jones         | Stany Zjednoczone | 2:11.50 | QF    |
| 3    | Else-Marie Ljungdahl | Szwecja           | 2:12.82 | QF    |
| 4    | Nikolina Rusewa      | Bułgaria          | 2:13.26 | R     |
| 5    | Daniela Pilecka      | Polska            | 2:13.38 | R     |
| 6    | Birthe Hansen        | Dania             | 2:14.02 | R     |

### Repasaże[2]
Wyścig 1
| Poz. | Zawodniczka      | Reprezentacja   | Czas    | Uwagi |
| ---- | ---------------- | --------------- | ------- | ----- |
| 1    | Mária Róka       | Węgry           | 2:14.63 | QF    |
| 2    | Daniela Pilecka  | Polska          | 2:14.71 | QF    |
| 3    | Birthe Hansen    | Dania           | 2:14.71 | QF    |
| 4    | Nikolina Rusewa  | Bułgaria        | 2:15.49 |       |
| 5    | Marianne Tucker  | Wielka Brytania | 2:16.56 |       |
| 6    | Zdenka Hradilová | Czechosłowacja  | 2:16.63 |       |
| 7    | Margaret Buck    | Australia       | 2:21.00 |       |

### Finał[3]
| Poz. | Zawodniczka          | Reprezentacja     | Czas    |
| ---- | -------------------- | ----------------- | ------- |
|      | Ludmiła Chwiedosiuk  | ZSRR              | 2:12.87 |
|      | Hilde Lauer          | Rumunia           | 2:15.35 |
|      | Marcia Jones         | Stany Zjednoczone | 2:15.68 |
| 4    | Elke Felten          | Niemcy            | 2:15.94 |
| 5    | Else-Marie Ljungdahl | Szwecja           | 2:16.00 |
| 6    | Hanneliese Spitz     | Austria           | 2:16.11 |
| 7    | Daniela Pilecka      | Polska            | 2:17.52 |
| 8    | Mária Róka           | Węgry             | 2:17.85 |
| 9    | Birthe Hansen        | Dania             | 2:18.21 |